# Эрьясетер, Туре
Туре Эрьясетер (норв. Tore Ørjasæter; 3 марта 1886, Шок, Оппланн, Норвегия — 29 февраля 1968, там же) — норвежский поэт и драматург.

## Биография
Родился в семье сельских учителей. До 1908 года сам учительствовал.
Писал на новонорвежском языке, одной из форм современного литературного норвежского языка (наряду с букмолом).
Автор лирических произведений, написанных в традициях народных баллад, вдохновлённых родной природой, норвежскими пейзажами. Создавал стихи под влиянием творчества таких поэтов, как Ивар Осен и Осмунн Улафсон Винье.
Основные темы его произведений — это столкновение традиционного общества с широко воспринятой современностью и конфликтами между сообществом и индивидом.
Самой важной работой автора является поэтическая трилогия, начатая в 1913 году циклом стихов Gudbrands Langleite (Alter ego поэта).
Одна из самых лучших его поэзий — сборник Elvesong (1932 г., «Песнь о реке»), цикл стихов о капле воды на пути к морю, который символизировал личность, жаждущую свободы и человеческой солидарности.
Автор ряда драматургических произведений.
Ряд его стихов изданы на русском языке в переводе Сергея Вольского («По ту сторону фьорда. Сборник переводов стихотворений норвежских поэтов». СПб, 2005).

## Избранная библиография
- Ættararv — (стихи, 1908)
- I dalom — (стихи, 1910)
- Gudbrand Langleite — (первая часть поэтической трилогии, 1913)
- Manns kræde — (стихи, 1915)
- Bru-millom — (вторая часть поэтической трилогии, 1920)
- Anne på Torp — (пьеса, 1920)
- Skiringsgangen — (стихи, 1925)
- Skuggen — (третья часть поэтической трилогии, 1927)
- Elvesong — (стихи, 1932)
- Livsens tre — (стихи, 1945)
- Christophoros — (пьеса, 1948)
- Den lange bryllupreise — (пьеса, 1949)

## Награды
- 1929 — Statens kunstnerlønn
- 1946 — Gyldendals legat
- 1952 — Премия Доблоуга
- 1968 — Melsom-prisen